# NGC 5032
NGC 5032 (другие обозначения — NGC 5032A, UGC 8300, MCG 5-31-160, ZWG 160.166, KCPG 366B, PGC 45947) — спиральная галактика с перемычкой (SBb) в созвездии Волос Вероники.
Этот объект имеет два альтернативных обозначения в Новом общем каталоге: NGC 5032 и NGC 5032A.
В 2016 году в этой галактике вспыхнула сверхновая SN 2016iuc, которая относится к типу Ia.